# Eduardo Mora Asnarán
Eduardo Mora Asnarán (Lima, 4 de julio de 1988) es un bachiller en Derecho peruano. Fue el último ministro de la Producción del Perú durante el gobierno de Pedro Castillo, desde noviembre hasta la caída de Castillo durante su intento de golpe de Estado, en diciembre del 2022. 

## Biografía
Eduardo Mora nació el 4 de julio de 1988, en la ciudad peruana de Lima.
Tras realizar estudios (2005-2010), obtuvo el bachillerato en Derecho por la Universidad Nacional Mayor de San Marcos. En el año 2012, obtuvo una maestría en Derecho penal, por la misma universidad.
Es consultor en Asuntos Regulatorios y Gestión Pública.

## Trayectoria
Fue director en el Ministerio de la Producción, desde julio del 2013 hasta octubre del 2016. Así también, fue consultor en el Ministerio de Salud.
En octubre del 2020, fue nombrado por el ministro de Producción José Salardi, como titular de la Dirección de Procesamiento para Consumo Humano Directo e Indirecto de la Dirección General de Pesca para Consumo Humano Directo e Indirecto.Mantuvo este cargo hasta agosto de 2021, momento en el que renunció, para ser designado como Asesor II del Despacho Ministerial del Ministerio de la Producción. En diciembre del mismo año, fue elegido como representante del Ministerio de la Producción ante el Directorio del Fondo de Compensación para el Ordenamiento Pesquero (Fondcopes).Presentó su renuncia a los cargos, cuando fue nombrado ministro de Estado, siendo recién aceptada el 2 de diciembre de 2022.

### Ministro de la Producción
El 25 de noviembre del 2022, fue nombrado y posesionado por el presidente Pedro Castillo, como ministro de la Producción, en reemplazo de Jorge Luis Prado Palomino. Sin embargo el 7 de diciembre del mismo año, tras el intento autogolpe de Estado de Pedro Castillo, presentó su renuncia al cargo,aunque en principios de la tarde no se sabía si apoyaban al presidente Castillo o decidió guardar silencio.
Fue luego reemplazado en el cargo por Sandra Belaunde en el gobierno de Dina Boluarte.